# Dschamal Karimi-Rad
Dschamal Karimi-Rad (persisch جمال کریمی‌راد, * 1956 in Qazvin; † 28. Dezember 2006 in Salafdschegan) war ein iranischer Politiker.

## Biografie
Karimi-Rad wurde 2005 als Nachfolger von Esmail Schuschtari als Justizminister der Islamischen Republik Iran.
Als solcher galt er als Hardliner, der in Zusammenarbeit mit dem Innenministerium „soziale Laster“ beseitigen wollte, indem er Wüstlinge verhaften, nicht verwandte Personen unterschiedlicher Geschlechter, die miteinander verkehrten, sowie Frauen, die keinen Schleier trugen, gesetzlich möglichen Bestrafungen durch die paramilitärische Einheit Basidsch-e Mostaz'afin sowie der Ansare Hisbollah zuführen ließ. Darüber hinaus plante er auch die Anklageerhebung gegen Journalisten, die aus Sicht des Justizministeriums gegen die Nationale Sicherheit verstießen, öffentliche Meinungsbildung störten oder Heiligkeiten beleidigten. Andererseits wurde von ihm in einer Pressekonferenz erklärt, dass Steinigungen nicht vollstreckt würden.
Am 28. Dezember 2006 kam er bei einem Autounfall ums Leben. Nachfolger als Justizminister wurde daraufhin Gholam-Hossein Elham.